# Den tysta flykten

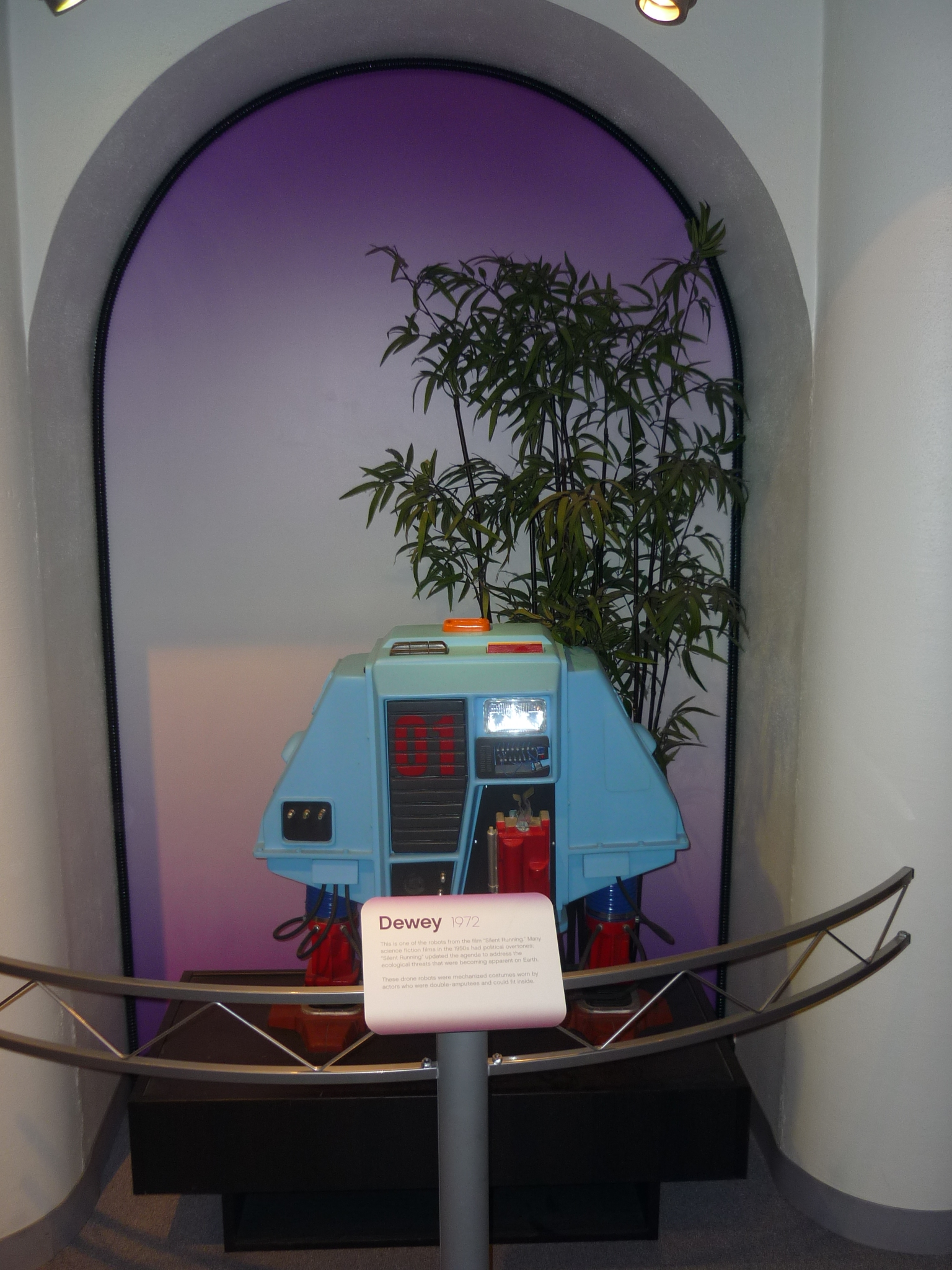
Replika av roboten Dewey i Robot Hall of Fame i Carnegie Science Center i Pittsburgh.

Den tysta flykten (originaltitel: Silent Running) är en amerikansk science fictionfilm med miljötema från 1972 i regi av Douglas Trumbull.
Den animerade Pixar-filmen WALL-E från 2008 har delvis lånat inspiration från Den tysta flykten.

## Handling
Botanisten och ekologen Freeman Lowell (Bruce Dern) befinner sig ombord på rymdskeppet Valley Forge, där de sista resterna av jordens växtliv har bevarats. När han får order att förstöra växterna och återvända hem bestämmer sig Lowell i stället för att göra uppror.

## Rollista
- Bruce Dern – Freeman Lowel
- Cliff Potts – John Keenan
- Ron Rifkin – Marty Barker
- Jesse Vint – Andy Wolf
- Cheryl Sparks & Steven Brown – roboten Huey
- Mark Persons – roboten Dewey
- Larry Whisenhunt – roboten Louie
- Joseph Campanella – Neal (röst)
- Roy Engel – Anderson (röst)

## Produktion
Regissören Douglas Trumbull hade tidigare arbetat med specialeffekterna till filmen År 2001 – ett rymdäventyr (1968) av Stanley Kubrick, där det var meningen att astronauten Hal Bowman från början skulle landa på Saturnus, något som senare ändrades till Jupiter. Trumbull använde sig i stället av Saturnus-sekvensen i Den tysta flykten.
De tre robotarna Huey, Dewey och Louie spelades av fyra amputerade skådespelare, vars 20 kg tunga dräkter hade blivit specialdesignade efter deras storlek.